# Melanie Robillard
Melanie Robillard (Sussex, 3 de outubro de  1982) é uma curler nascida no Canadá de nacionalidade alemã. 

## Carreira
Ela jogou pelo time Jenn Hanna em 2000 como capitã. Naquele ano, elas perderam na final júnior estadual. Em 2002, Robillard conduziu o seu próprio time até a final júnior estadual, mas novamente foi derrotada. Robillard, que tem uma mãe alemã, oficialmente jogou como uma substituta para a equipe alemã no Campeonato Mundial Feminino de Curling de 2008, mas acabou jogando como segunda (second) por sete das onze partidas. Mais tarde naquele ano, ela jogou para a equipe mista alemã que conquistou a medalha de ouro no Campeonato Europeu Misto de Curling de 2008.
Ela competiu pela equipe feminina alemã, tendo por capitã Andrea Schöpp, como segunda nos Jogos Olímpicos de Inverno de 2010, e como terceira no Campeonato Mundial Feminino de Curling de 2010, que elas venceram.

## Vida pessoal
Ela atualmente estuda Direito na Universidade Livre de Bruxelas. Ela fala francês, inglês, alemão e espanhol.
Em 2005, Robillard posou nua para um calendário para promover o curling feminino.